# Emelihter Kihleng
Emelihter Kihleng est une poète micronésienne de l'île de Pohnpei. Elle est la première personne micronésienne à publier un recueil de poésie en anglais.

## Biographie
Née à Guam, elle obtient un Master de création littéraire à l'Université d'Hawaï à Mānoa en 2003, puis enseigne l'anglais au College of Micronesia-FSM à Pohnpei. Elle obtient un doctorat en études du Pacifique de l'Université Victoria de Wellington en 2015. Sa thèse de doctorat est intitulée « Menginpehn Lien Pohnpei : une ethnographie poétique des urohs (jupes pohnpéiennes) ».
En mai 2008, elle publie son premier recueil de poèmes, My Urohs. La poète de Kiribati Teresia Teaiwa décrit le recueil comme une « poésie ethnographique » et « une nouvelle contribution passionnante à la littérature du Pacifique ». L'écrivaine samoane Sia Figiel décrit sa poésie comme « troublante et obsédante, éclairante et tendre » et « tissée à partir des fils violents du postcolonialisme, agrémentée de touches d'humour insulaire ».
Kihleng explique que les urohs sont la tenue par excellence d'une femme pohnpéienne. Elle dit avoir choisi d'intituler la collection My Urohs parce que « l'essence de la collection dans son ensemble [est] colorée, tragique, belle, colonisée et indigène à la fois ».
En février 2009, Kihleng et Evelyn Flores, professeure d'anglais de l'université de Guam, annoncent leur intention de publier la toute première anthologie de littérature micronésienne, appelant à des contributions d'écrivains de Guam, Palau, des îles Mariannes du Nord, Nauru, Kiribati, des îles Marshall, et des États fédérés de Micronésie. Kihleng note que, alors que la Polynésie et la Mélanésie ont un impact notable sur la littérature du Pacifique, la Micronésie est souvent négligée.
En 2008, Kihleng vit à Guam et travaille au programme de prévention de la violence contre les femmes de l'Université de Guam.